# آدم أريكسون
آدم أريكسون (بالسويدية: Adam Eriksson)‏ (2 فبراير 1988 السويد - ) هو لاعب كرة قدم سويدي يلعب كمدافع.

## روابط خارجية
- آدم أريكسون على موقع اتحاد السويد (السويدية)
- آدم أريكسون على موقع قاعدة بيانات كرة القدم.إي يو (الإنجليزية)
- آدم أريكسون على موقع Soccerway.com (الإنجليزية)